# آيت ابن اعمر (آيت عثمان أو لحسن)
آيت ابن اعمر هو دُوَّار يقع بجماعة سيدي المخفي، إقليم إفران، جهة فاس مكناس في المملكة المغربية. ينتمي الدوّار لمشيخة آيت عثمان أو لحسن التي تضم 5 دواوير. يقدر عدد سكانه بـ 472 نسمة حسب الإحصاء الرسمي للسكان والسكنى لسنة 2004.

## وصلات خارجية
- البوابة الوطنية للجماعات الترابية
- المندوبية السامية للتخطيط